# 액체 산소

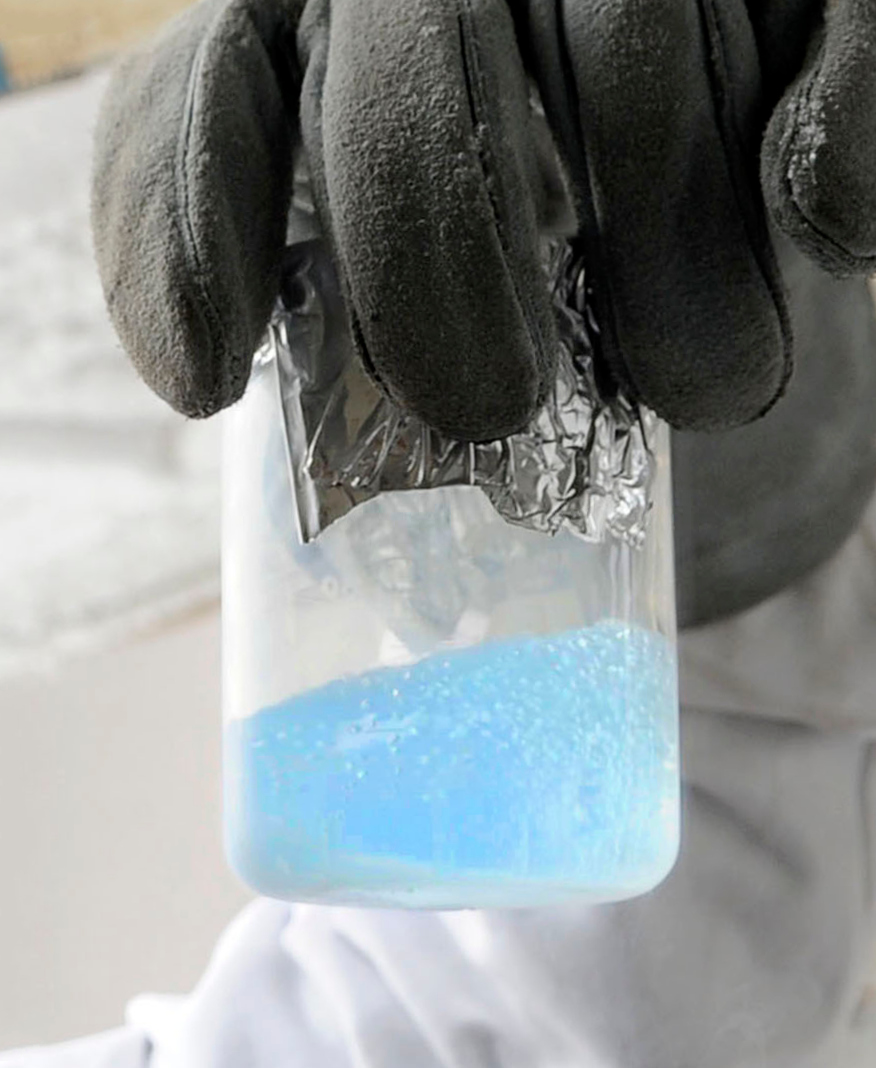
비커에 들어있는 액체 산소

액체 산소(液體酸素, 영어: liquid oxygen, LOx, LOX, Lox)는 물리적 형태의 산소 원소 가운데 하나이다. RP-1, 액체수소를 연료로 사용하는 우주로켓의 산화제로 사용된다.

## 같이 보기
- 산업 가스
- 저온물리학
- 액체수소
- 액체 헬륨
- 액체 질소
- 로켓 연료
- 사산소